# 峡阳站
峡阳站位于福建省南平市延平区峡阳镇，建于1956年。距鹰潭站266公里，距厦门站428公里。现为四等站。客运办理旅客乘降、行李包裹托运，货运办理整车货物发到。